# ارنست بلکبرن
ارنست بلکبرن (انگلیسی: Ernest Blackburn; ۲۳ آوریل ۱۸۹۳ – ۱۳ ژوئیهٔ ۱۹۶۴) بازیکن فوتبال اهل بریتانیا بود.
از باشگاه‌هایی که در آن بازی کرده‌است می‌توان به باشگاه فوتبال استون ویلا و باشگاه فوتبال برادفورد سیتی اشاره کرد.